# Torre Ejecutiva Pemex
Torre Ejecutiva Pemex – wieżowiec w mieście Meksyk o wysokości 214 m, siedziba państwowego koncernu naftowego Pemex. Budynek został otwarty w 1984, liczy 52 kondygnacje.
31 stycznia 2013 roku w wyniku wybuchu gazu w podziemiach wieżowca zginęło 37 osób zginęło, a 126 zostało rannych.